# Космос-382
Космос — 382 (Союз 7К-Л1 «Зонд») — беспилотная модификация советского космического корабля «Союз 7К-Л1Е», был успешно запущен на низкую околоземную орбиту ракетой-носителем «Протон» 2 декабря 1970 года.

## Цели и результаты
Основная задача запуска аппарата состояла в том, чтобы протестировать этап спуска на лунную орбиту с использованием блока Д космического аппарата Н1-ЛЗ, имитируя поэтапно: вход на лунную орбиту, полёт по лунной орбите и окончательный спуск с орбиты на поверхность.
В течение пяти дней полёта ступень блока Д трижды отрабатывала, чтобы поднять начальную орбиту ~190 км × ~300 км × 51,6° до конечной орбиты 2577 км × 5082 км × 55,87°. Ступень блока Д была оснащена камерами в баках для наблюдения за поведением топлива и окислителя в невесомости и при ускорении. «Космос-382» также провел другие эксперименты, в том числе был испытан прототип подсистемы экологического контроля «Роса» для получения питьевой воды из атмосферного конденсата, выдыхаемого космонавтами на борту советских пилотируемых космических аппаратов. Эта система позже использовалась на космических станциях «Салют» в 1970-х и 1980-х годах, а на её базе была разработана система СРВ-К для орбитальной станции «Мир».
Во время полёта были выполнены манёвры:
- орбита 190 км х 300 км до орбиты 303 км х 5038 км (дельта V = 982 метра в секунду);
- орбита от 318 км х 5040 км до 1616 км х 5071 км (дельта V= 285 м/с);
- орбита 1616 км х 5071 км до орбиты 2577 км х 5082 км (дельта V= 1311 м/с).